# Chlorita erecta
Chlorita erecta är en insektsart som beskrevs av Irena Dworakowska 1968. Chlorita erecta ingår i släktet Chlorita och familjen dvärgstritar. Inga underarter finns listade i Catalogue of Life.